# Florafamilie

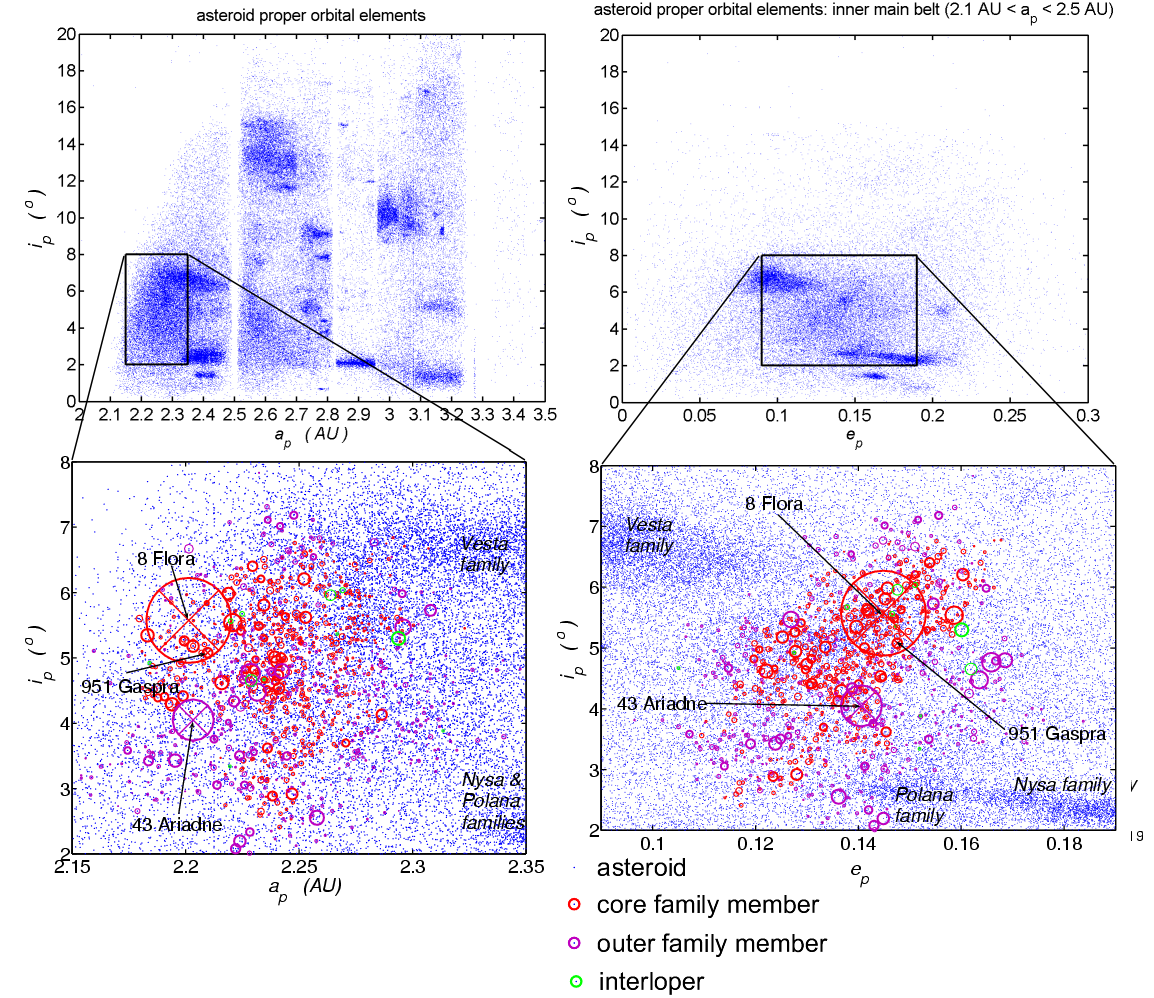
Locatie en structuur van de Florafamilie binnen de hoofdgordel

De Florafamilie (ook wel Ariadnefamilie genoemd) is een belangrijke planetoïdenfamilie van S-klasse planetoïdes, gelocaliseerd in de binnenste regionen van de planetoïdengordel tussen de planeten Mars en Jupiter. Het is een van de grootste families met meer dan 13.000 gekende leden en bevat circa 3,5% van de planetoïdes in de hoofdgordel.

## Oorsprong
Over de oorsprong en eigenschappen van deze familie is relatief weinig bekend. Het is een zeer brede familie die geleidelijk overgaat in de omringende achtergrondbevolking. Terwijl de grootste leden, (8) Flora en (43) Ariadne zich aan de rand bevinden, zijn er verschillende afzonderlijke groepen binnen de familie, mogelijk veroorzaakt door latere secundaire botsingen. Vanwege deze complexe interne structuur en de slecht gedefinieerde grenzen wordt de Florafamilie ook beschreven als een planetoïdenclan. Deze familie is mogelijk de bron van de planetoïde die na de inslag op Aarde de Chicxulubkrater heeft gevormd, die waarschijnlijk verantwoordelijk was voor het uitsterven van de dinosauriërs.

## Samenstelling
Het grootste lid is (8) Flora met een diameter van 140 kilometer, ongeveer 80% van de totale familiemassa. (43) Ariadne is de tweede grootste van de familie en vormt een groot deel van de resterende massa (ongeveer nog eens 9%). Vanwege de slecht gedefinieerde grenzen van de familie en de locatie van Flora zelf aan de rand, werd de familie ook wel de "Ariadnefamilie" genoemd, waarbij Flora tijdens de analyses (o.a. de WAM-analyse door Zappalà, 1995) niet tot de groep gerekend werd. De overige gezinsleden zijn vrij klein, met een diameter van minder dan 30 kilometer.